# Гориболь, Алексей Альбертович
Алексей Альбертович Гориболь (род. 26 июня 1961) — российский пианист, заслуженный артист России (2006).
Учился в Московской консерватории (по классу контрабаса) и в Горьковской консерватории (по классу фортепиано).
Специалист по программам, посвящённым преимущественно музыке XX века и сочинениям новейших композиторов, вплоть до заказа произведений молодым российским авторам. Записал, в частности, альбом романсов Микаэла Таривердиева с певицей Татьяной Куинджи, Светские вариации Бенджамина Бриттена с гобоистом Алексеем Огринчуком, ряд сочинений Леонида Десятникова.
Лауреат (2-я премия в дуэте с Борисом Андриановым) Международного конкурса Classica Nova (памяти Шостаковича) в категории «Камерный ансамбль», группа Gran-Prix (Ганновер, 1997).
Ведущий телепрограммы «Ночь», рубрика «Звук» на Петербург — Пятый канал
Ежегодно выступает дуэтом с австралийским тенором Эндрю Гудвином.
Лауреат Царскосельской художественной премии (2023)